# Papiss Cissé
Papiss Demba Cissé (Dakar, 3 giugno 1985) è un calciatore senegalese, attaccante dell'Al Qabila.

## Carriera

### Club

#### Gli inizi
Comincia la sua carriera con l'AS Génération Foot prima di trasferirsi in Francia al Metz nell'estate del 2005. Nella stagione 2005-2006 viene ceduto dopo soltanto un mese allo Cherbourg, allora militante nella terza serie francese: in questa stagione gioca 26 partite e mette a segno 11 gol per il club della Normandia. A fine stagione ritorna al Metz per due anni, prima di essere prestato allo Châteauroux, a cui ha fatto seguito il ritorno al Metz nell'estate 2008.
Durante i suoi trascorsi nelle serie minori francesi per mantenersi e guadagnarsi da vivere lavorava come autista, guidando l'ambulanza

#### Friburgo SC
Il 28 dicembre del 2009 viene ceduto definitivamente al Friburgo, per la cifra di 1.320.000 di sterline. Cissé divenne un obiettivo del club tedesco nell'estate del 2009 dopo un'amichevole persa 2 a 1 contro il Metz in cui il centravanti senegalese segnò un gol e fece un assist. Il 16 gennaio 2010 fa il suo debutto con la nuova maglia nella partita persa per 2-0 contro l'Amburgo, e nella sua prima mezza stagione nel club della Foresta Nera colleziona 16 partite e 6 gol.
Durante la stagione 2010-2011 alla sua prima stagione intera in Germania Cissé con 22 gol è stato il secondo miglior realizzatore (dopo Mario Gómez), realizzando ben 2 record: è stato il miglior realizzatore per il Friburgo in un'unica stagione nella massima serie tedesca ed è stato anche il giocatore Africano ad aver segnato più gol in un'unica stagione di questa competizione. Viene premiato dalla EFFIFU come miglior attaccante del campionato 2010-2011.

#### Newcastle
Il 18 gennaio 2012 firma un contratto di cinque anni e mezzo con il Newcastle per una cifra intorno ai 12 milioni di euro e gli viene assegnato il famoso nº 9 di maglia (numero che ebbe Alan Shearer). Il 5 febbraio 2012 al debutto con la sua nuova squadra, segna il gol-partita che permette al Newcastle di battere 2-1 l'Aston Villa. La sua prima doppietta con la nuova maglia arriva il 25 marzo nella trasferta vinta 3-1 contro il West Bromwich . Il 2 aprile, nella vittoria per 2-0 contro il Liverpool, Cissè segna la sua seconda doppietta. Il 6 aprile, ha segnato la terza doppietta ai danni dello Swansea City, portando il suo score a 9 gol in 8 partite. Realizza altri due gol contro il Bolton Wanderers e Stoke City. Il 2 maggio si rende decisivo durante lo scontro diretto per entrare in Champions League contro il Chelsea (partita terminata 2-0 a favore dei Magpies) realizzando la quarta doppietta stagionale con la maglia bianco-nera e firmando uno dei gol candidato a diventare il gol dell'anno.
La seconda stagione con la maglia dei Magpies non parte con gli stessi ritmi di come aveva concluso la prima, anche se realizza due reti importanti: uno in coppa di lega, dove segna il gol del 2-1 contro il Manchester United e l'altro in Europa League contro il Bordeaux, nella vittoria casalinga per 3-0. Il 28 ottobre torna al gol in Premier League, durante la partita vinta 2-1 contro il West Bromwich Albion realizzando il gol decisivo nei minuti di recupero. Con grande sorpresa, il gol realizzato al Chelsea viene escluso dalla lista del FIFA Puskás Award, ovvero il gol più bello dell'anno. Il 14 marzo all'ultimo minuto realizza un gol ai danni dell'Anzhi, rete decisiva che porta i Magpies ai quarti di finale. Il Newcastle affronta nei quarti di finale il Benfica, squadra che ha alle sue spalle una grande esperienza internazionale. All'andata, all'Estádio da Luz, i magpies si mettono in mostra con un gran gioco, andando in vantaggio dopo circa dieci minuti con il solito Papiss Cissé. Purtroppo la partita termina con la rimonta e la vittoria del Benfica per 3-1. Il ritorno al St James Park vede un Newcastle determinatissimo e un Papiss Cissé fiducioso dopo le sue dichiarazioni alla vigilia. Il bomber senegalese segna la rete del momentaneo vantaggio, che regala speranza al Newcastle, ma a due minuti dalla fine, proprio quando il Newcastle era a un passo dalla qualificazione, il Benfica pareggia i conti con Salvio e spegne definitivamente le speranze dei Magpies.

#### Shandong Luneng
Il 9 luglio 2016 viene acquistato per 2,5 milioni di sterline dallo Shandong Luneng, club militante nella Super League cinese, firmando un contratto di due anni e mezzo da 3 milioni a stagione. Il 20 luglio 2016, alla seconda presenza in campo, segna la sua prima rete nel campionato cinese contribuendo alla vittoria dallo Shandong sullo Hangzhou per 4-1.

#### Alanyaspor
Il 31 agosto 2018 si accorda con i turchi dell'Alanyaspor.

### Nazionale
Debutta con la nazionale maggiore il 12 agosto 2009 nella partita amichevole contro la RD del Congo; inoltre, nella stessa partita, sigla una doppietta. Viene convocato per la Coppa d'Africa 2012, dove però, insieme ai suoi compagni, non riesce a superare la fase a gironi.

## Statistiche

### Presenze e reti nei club
Statistiche aggiornate al 27 gennaio 2021.
| Stagione               | Squadra                | Campionato             | Campionato | Campionato | Coppe nazionali | Coppe nazionali | Coppe nazionali | Coppe europee | Coppe europee | Coppe europee | Altre coppe | Altre coppe | Altre coppe | Totale | Totale |
| Stagione               | Squadra                | Comp                   | Pres       | Reti       | Comp            | Pres            | Reti            | Comp          | Pres          | Reti          | Comp        | Pres        | Reti        | Pres   | Reti   |
| ---------------------- | ---------------------- | ---------------------- | ---------- | ---------- | --------------- | --------------- | --------------- | ------------- | ------------- | ------------- | ----------- | ----------- | ----------- | ------ | ------ |
| ago.-set. 2005         | Metz                   | L1                     | 1          | 0          | CF+CdL          | 0               | 0               | -             | -             | -             | -           | -           | -           | 1      | 0      |
| 2005-2006              | Cherbourg              | CN                     | 28         | 11         | -               | -               | -               | -             | -             | -             | -           | -           | -           | 28     | 11     |
| 2006-2007              | Metz                   | L2                     | 32         | 12         | CF+CdL          | 2+1             | 0               | -             | -             | -             | -           | -           | -           | 35     | 12     |
| 2007-gen. 2008         | Metz                   | L1                     | 9          | 0          | -               | -               | -               | -             | -             | -             | -           | -           | -           | 9      | 0      |
| gen.-giu. 2008         | Châteauroux            | L2                     | 15         | 4          | -               | -               | -               | -             | -             | -             | -           | -           | -           | 15     | 4      |
| 2008-2009              | Metz                   | L2                     | 37         | 16         | CF+CdL          | 0+1             | 0               | -             | -             | -             | -           | -           | -           | 38     | 16     |
| 2009-gen. 2010         | Metz                   | L2                     | 16         | 8          | CF+CdL          | 2+3             | 1+1             | -             | -             | -             | -           | -           | -           | 21     | 10     |
| Totale Metz            | Totale Metz            | Totale Metz            | 95         | 36         |                 | 9               | 2               |               | -             | -             |             | -           | -           | 104    | 38     |
| gen.-giu. 2010         | Friburgo               | BL                     | 16         | 6          | CG              | 0               | 0               | -             | -             | -             | -           | -           | -           | 16     | 6      |
| 2010-2011              | Friburgo               | BL                     | 32         | 22         | CG              | 2               | 2               | -             | -             | -             | -           | -           | -           | 34     | 24     |
| 2011-gen. 2012         | Friburgo               | BL                     | 17         | 9          | CG              | 0               | 0               | -             | -             | -             | -           | -           | -           | 17     | 9      |
| Totale Friburgo        | Totale Friburgo        | Totale Friburgo        | 65         | 37         |                 | 2               | 2               |               | -             | -             |             | -           | -           | 67     | 39     |
| gen.-giu. 2012         | Newcastle              | PL                     | 14         | 13         | FACup+CdL       | 0               | 0               | -             | -             | -             | -           | -           | -           | 14     | 13     |
| 2012-2013              | Newcastle              | PL                     | 36         | 8          | FACup+CdL       | 0+1             | 0+1             | UEL           | 10            | 4             | -           | -           | -           | 47     | 13     |
| 2013-2014              | Newcastle              | PL                     | 24         | 2          | FACup+CdL       | 1+2             | 1+1             | -             | -             | -             | -           | -           | -           | 26     | 4      |
| 2014-2015              | Newcastle              | PL                     | 22         | 11         | FACup+CdL       | 0+0             | 0+0             | -             | -             | -             | -           | -           | -           | 22     | 11     |
| 2015-2016              | Newcastle              | PL                     | 21         | 3          | FACup+CdL       | -               | -               | -             | -             | -             | -           | -           | -           | 21     | 3      |
| Totale Newcastle       | Totale Newcastle       | Totale Newcastle       | 118        | 37         |                 | 4               | 3               |               | 10            | 4             |             | -           | -           | 132    | 44     |
| lug. 2016              | Shandong Luneng        | CSL                    | 13         | 5          | -               | -               | -               | -             | -             | -             | -           | -           | -           | 13     | 5      |
| 2017                   | Shandong Luneng        | CSL                    | 18         | 11         | CC              | 2               | 0               | -             | -             | -             | -           | -           | -           | 20     | 11     |
| Totale Shandong Luneng | Totale Shandong Luneng | Totale Shandong Luneng | 33         | 16         |                 | 2               | 0               |               | -             | -             |             | -           | -           | 33     | 16     |
| 2018-2019              | Alanyaspor             | SL                     | 26         | 16         | TK              | 1               | 0               | -             | -             | -             | -           | -           | -           | 27     | 16     |
| 2019-2020              | Alanyaspor             | SL                     | 33         | 22         | TK              | 6               | 4               | -             | -             | -             | -           | -           | -           | 39     | 26     |
| Totale Alanyaspor      | Totale Alanyaspor      | Totale Alanyaspor      | 59         | 38         |                 | 7               | 4               |               | -             | -             |             | -           | -           | 66     | 42     |
| 2020-2021              | Fenerbahçe             | SL                     | 25         | 5          | TK              | 3               | 0               | -             | -             | -             | -           | -           | -           | 28     | 5      |
| 2021-2022              | Çaykur Rizespor        | SL                     | 14         | 2          | TK              | 0               | 0               | -             | -             | -             | -           | -           | -           | 14     | 2      |
| 2022-2023              | Amiens                 | L2                     | 30         | 10         | CF              | 2               | 3               | -             | -             | -             | -           | -           | -           | 32     | 13     |
| Totale carriera        | Totale carriera        | Totale carriera        | 480        | 196        |                 | 31              | 14              |               | 10            | 4             |             | -           | -           | 519    | 214    |

### Cronologia presenze e reti in nazionale
| Cronologia completa delle presenze e delle reti in nazionale ― Senegal | Cronologia completa delle presenze e delle reti in nazionale ― Senegal | Cronologia completa delle presenze e delle reti in nazionale ― Senegal | Cronologia completa delle presenze e delle reti in nazionale ― Senegal | Cronologia completa delle presenze e delle reti in nazionale ― Senegal | Cronologia completa delle presenze e delle reti in nazionale ― Senegal | Cronologia completa delle presenze e delle reti in nazionale ― Senegal | Cronologia completa delle presenze e delle reti in nazionale ― Senegal |
| Data                                                                   | Città                                                                  | In casa                                                                | Risultato                                                              | Ospiti                                                                 | Competizione                                                           | Reti                                                                   | Note                                                                   |
| ---------------------------------------------------------------------- | ---------------------------------------------------------------------- | ---------------------------------------------------------------------- | ---------------------------------------------------------------------- | ---------------------------------------------------------------------- | ---------------------------------------------------------------------- | ---------------------------------------------------------------------- | ---------------------------------------------------------------------- |
| 1-4-2009                                                               | Teheran                                                                | Iran                                                                   | 1 – 1                                                                  | Senegal                                                                | Amichevole                                                             | 1                                                                      |                                                                        |
| 12-8-2009                                                              | Kinshasa                                                               | RD del Congo                                                           | 1 – 2                                                                  | Senegal                                                                | Amichevole                                                             | 2                                                                      |                                                                        |
| 5-9-2009                                                               | Cabinda                                                                | Angola                                                                 | 1 – 1                                                                  | Senegal                                                                | Amichevole                                                             | -                                                                      |                                                                        |
| 14-10-2009                                                             | Seul                                                                   | Corea del Sud                                                          | 2 – 0                                                                  | Senegal                                                                | Amichevole                                                             | -                                                                      |                                                                        |
| 27-5-2010                                                              | Aalborg                                                                | Danimarca                                                              | 2 – 0                                                                  | Senegal                                                                | Amichevole                                                             | -                                                                      |                                                                        |
| 11-8-2010                                                              | Dakar                                                                  | Senegal                                                                | 1 – 0                                                                  | Capo Verde                                                             | Amichevole                                                             | -                                                                      |                                                                        |
| 9-10-2010                                                              | Dakar                                                                  | Senegal                                                                | 7 – 0                                                                  | Mauritius                                                              | Qual. Coppa d'Africa 2012                                              | 3                                                                      |                                                                        |
| 17-11-2010                                                             | Parigi                                                                 | Senegal                                                                | 2 – 1                                                                  | Gabon                                                                  | Amichevole                                                             | 1                                                                      |                                                                        |
| 9-2-2011                                                               | Dakar                                                                  | Senegal                                                                | 3 – 0                                                                  | Guinea                                                                 | Amichevole                                                             | 1                                                                      |                                                                        |
| 26-3-2011                                                              | Dakar                                                                  | Senegal                                                                | 1 – 0                                                                  | Camerun                                                                | Qual. Coppa d'Africa 2012                                              | -                                                                      |                                                                        |
| 4-6-2011                                                               | Garoua                                                                 | Camerun                                                                | 0 – 0                                                                  | Senegal                                                                | Qual. Coppa d'Africa 2012                                              | -                                                                      |                                                                        |
| 10-8-2011                                                              | Dakar                                                                  | Senegal                                                                | 0 – 2                                                                  | Marocco                                                                | Amichevole                                                             | -                                                                      |                                                                        |
| 3-9-2011                                                               | Dakar                                                                  | Senegal                                                                | 2 – 0                                                                  | RD del Congo                                                           | Qual. Coppa d'Africa 2012                                              | -                                                                      |                                                                        |
| 9-10-2011                                                              | Curepipe                                                               | Mauritius                                                              | 0 – 2                                                                  | Senegal                                                                | Qual. Coppa d'Africa 2012                                              | 1                                                                      |                                                                        |
| 12-1-2012                                                              | Dakar                                                                  | Senegal                                                                | 1 – 0                                                                  | Sudan                                                                  | Amichevole                                                             | -                                                                      |                                                                        |
| 15-1-2012                                                              | Dakar                                                                  | Senegal                                                                | 1 – 0                                                                  | Kenya                                                                  | Amichevole                                                             | 1                                                                      |                                                                        |
| 21-1-2012                                                              | Bata                                                                   | Senegal                                                                | 1 – 2                                                                  | Zambia                                                                 | Coppa d'Africa 2012 - 1º turno                                         | -                                                                      |                                                                        |
| 25-1-2012                                                              | Bata                                                                   | Guinea Equatoriale                                                     | 2 – 1                                                                  | Senegal                                                                | Coppa d'Africa 2012 - 1º turno                                         | -                                                                      |                                                                        |
| 29-1-2012                                                              | Bata                                                                   | Libia                                                                  | 2 – 1                                                                  | Senegal                                                                | Coppa d'Africa 2012 - 1º turno                                         | -                                                                      |                                                                        |
| 25-5-2012                                                              | Marrakech                                                              | Marocco                                                                | 0 – 1                                                                  | Senegal                                                                | Amichevole                                                             | -                                                                      |                                                                        |
| 2-6-2012                                                               | Dakar                                                                  | Senegal                                                                | 3 – 1                                                                  | Liberia                                                                | Qual. Mondiali 2014                                                    | -                                                                      |                                                                        |
| 9-6-2012                                                               | Kampala                                                                | Uganda                                                                 | 1 – 1                                                                  | Senegal                                                                | Qual. Mondiali 2014                                                    | 1                                                                      |                                                                        |
| 8-9-2012                                                               | Abidjan                                                                | Costa d'Avorio                                                         | 4 – 2                                                                  | Senegal                                                                | Qual. Coppa d'Africa 2013                                              | 1                                                                      |                                                                        |
| 13-10-2012                                                             | Dakar                                                                  | Senegal                                                                | 0 – 2                                                                  | Costa d'Avorio                                                         | Qual. Coppa d'Africa 2013                                              | -                                                                      |                                                                        |
| 5-2-2013                                                               | Saint-Leu-la-Forêt                                                     | Senegal                                                                | 1 – 1                                                                  | Guinea                                                                 | Amichevole                                                             | -                                                                      |                                                                        |
| 23-3-2013                                                              | Conakry                                                                | Senegal                                                                | 1 – 1                                                                  | Angola                                                                 | Qual. Mondiali 2014                                                    | -                                                                      |                                                                        |
| 8-6-2013                                                               | Luanda                                                                 | Angola                                                                 | 1 – 1                                                                  | Senegal                                                                | Qual. Mondiali 2014                                                    | 1                                                                      |                                                                        |
| 16-6-2013                                                              | Monrovia                                                               | Liberia                                                                | 0 – 2                                                                  | Senegal                                                                | Qual. Mondiali 2014                                                    | 2                                                                      |                                                                        |
| 12-10-2013                                                             | Abidjan                                                                | Costa d'Avorio                                                         | 3 – 1                                                                  | Senegal                                                                | Qual. Mondiali 2014                                                    | 1                                                                      |                                                                        |
| 16-9-2013                                                              | Casablanca                                                             | Senegal                                                                | 1 – 1                                                                  | Costa d'Avorio                                                         | Qual. Mondiali 2014                                                    | -                                                                      |                                                                        |
| 5-3-2014                                                               | Saint-Leu-la-Forêt                                                     | Senegal                                                                | 1 – 1                                                                  | Mali                                                                   | Amichevole                                                             | -                                                                      |                                                                        |
| 10-10-2014                                                             | Dakar                                                                  | Senegal                                                                | 0 – 0                                                                  | Tunisia                                                                | Qual. Coppa d'Africa 2015                                              | -                                                                      |                                                                        |
| 15-10-2014                                                             | Monastir                                                               | Tunisia                                                                | 1 – 0                                                                  | Senegal                                                                | Qual. Coppa d'Africa 2015                                              | -                                                                      |                                                                        |
| 19-11-2014                                                             | Dakar                                                                  | Senegal                                                                | 3 – 0                                                                  | Botswana                                                               | Qual. Coppa d'Africa 2015                                              | 1                                                                      |                                                                        |
| 13-1-2015                                                              | Casablanca                                                             | Senegal                                                                | 5 – 2                                                                  | Guinea                                                                 | Amichevole                                                             | -                                                                      |                                                                        |
| 27-1-2015                                                              | Malabo                                                                 | Senegal                                                                | 0 – 2                                                                  | Algeria                                                                | Coppa d'Africa 2015 - 1º turno                                         | -                                                                      |                                                                        |
| Totale                                                                 |                                                                        | Presenze                                                               | 36                                                                     |                                                                        | Reti (7º posto)                                                        | 17                                                                     |                                                                        |

## Palmarès

### Club
- Ligue 2: 1

Metz: 2006-2007

### Individuale
- Miglior attaccante della Bundesliga secondo l'EFFIFU:1

2010-2011
- Premier League Gol del mese: maggio 2012
- Premier League Gol dell'anno: 2011-2012